# Юзькова Тетяна Леонідівна
Юзькова Тетяна Леонідівна (нар. 1 вересня 1963, Черкаси) — народний депутат України 8-го скликання.

## Життєпис
Батько — Леонід Юзьков, покійний перший голова Конституційного суду України, який вважався вчителем Віктора Медведчука.
У 1985 році закінчила юридичний факультет Київського державного університету ім. Тараса Шевченка, спеціальність «Правознавство».
З 1985 по 1987 рік — інженер лабораторії наукової експертизи та патентознавства науково-дослідної частини Київського державного університету. 
З 1987 по 1995 рік працювала у Київській міській колегії адвокатів.
З 1995 року – адвокат Адвокатського об'єднання «Шевченківська колегія адвокатів м. Києва».
24 січня 2018 президент П. Порошенко підписав подання на призначення нових членів ЦВК, в якому від Радикальної партії Олега Ляшка кандидатом в члени ЦВК зазначена Тетяна Юзькова.

## Парламентська діяльність
На позачергових виборах до Верховної ради 2014 року була № 26 у списку Радикальної партії. Безпартійна. 24 грудня 2015 року стала народним депутатом України 8-го скликання замість Огневич, яка склала депутатські повноваження. 23 грудня 2015 року про це була опублікована постанова ЦВК.	Член Комітету з питань правової політики та правосуддя.

## Особисте життя
За інформацією сайту «Главком», була дружиною Віктора Медведчука та Олега Ляшка. Член Тимчасової спеціальної комісії з перевірки суддів судів загальної юрисдикції.